# Ray Bradbury
Ray Douglas Bradbury (Waukegan, Illinois, 22. kolovoza 1920. – 6. lipnja 2012.) američki pisac fantastike, horora, znanstvene fantastike i misterija.

## Životopis
Ray Bradbury ili Ray Dogulas Bradbury američki pisac rođen 22. kolovoza 1920. u Saveznoj državi Ilinoisu, najpoznatiji je po svojoj knjizi "Fahrenheit 451"

## Vanjske poveznice
|  | Zajednički poslužitelj ima stranicu o temi Ray Bradbury    |
|  | Zajednički poslužitelj ima još gradiva o temi Ray Bradbury |